# 동강초등학교 (고흥군)
동강초등학교는 대한민국 전라남도 고흥군 동강면 유둔리에 있는 공립 초등학교이다.

## 학교 상징
- 교화 : 동백꽃 - 정열, 굳센 의지
- 교목 : 은행나무 - 드높은 기상, 푸른 꿈
- 교색 : 초록색 - 바른 해결, 명랑한 생활

## 학교 연혁
- 1923년 9월 12일 동강공립보통학교(4년제) 개교(설립인가 7월 20일)
- 1931년 4월 1일 6년제 개편
- 1938년 4월 1일 동강공립심상소학교로 개칭
- 1941년 4월 1일 동강공립국민학교로 개칭
- 1946년 10월 1일 동강국민학교로 개칭
- 1981년 3월 1일 병설유치원 개원
- 1994년 3월 1일 남양서국민학교 통폐합
- 1996년 3월 1일 동강초등학교로 개칭
- 1997년 3월 1일 청송초등학교 통폐합
- 2012년 3월 1일 망주초등학교 통폐합
- 2020년 1월 10일 제94회 졸업(14명) 9,359명
- 2020년 3월 1일 제39대 양선례 교장 부임

## 참고 자료
- 동강초등학교 - 한국교육학술정보원 학교알리미